# Бриш (река)
Бриш (фр. Bruche) је река у Француској. Дуга је 77 km. Улива се у Ил. 